# بذار معرفی کنم
بذار معرفی کنم (انگلیسی: Let Me Introduce Her؛‏ کره‌ای: 그녀로 말할 것 같으면) یک مجموعه تلویزیونی محصول کره جنوبی در سال ۲۰۱۸ با بازی نام سانگ می، کیم جه وون و جو هیون جه است. این مجموعه از ۱۴ ژوئیه تا ۲۹ سپتامبر ۲۰۱۸، شنبه‌ها در چهار قسمت متوالی از اس‌بی‌اس پخش شد.

## بازیگران

### اصلی
- نام سانگ می در نقش جی اون هان[۳]

زنی که پس از جراحی پلاستیک خاطراتش را از دست داد
- کیم جه وون در نقش هان کانگ وو[۴]

جراح پلاستیک جی اون هان
- جو هیون جه در نقش کانگ چان کی[۵]

گوینده اخبار و شوهر جی اون هان